# Соломин, Валерий Викторович
Вале́рий Ви́кторович Соло́мин (20 декабря 1938, Новосибирск, РСФСР, СССР — 9 июня 2017, Новосибирск, Россия) — советский и российский кинорежиссёр, классик документального жанрового кино. Заслуженный деятель искусств России (1994). Действительный член РАК «Ника».

## Краткая биография
В 1969 году окончил заочное отделение ВГИК (операторский факультет, мастерская П. А. Ногина). Работал осветителем, ассистентом оператора, оператором и режиссёром на студиях «Дальтелефильм», «НовосибирскТелефильм», «Иркутсктелефильм», Северо-Кавказской студии кинохроники, Ленинградской студии документальных фильмов, Восточно-Сибирской студии кинохроники, Западно-Сибирской киностудии.
С 1990 года художественный руководитель киностудии «Сибирь-кино».
Жил в Новосибирске. Был джазовым пианистом-любителем, что заметно по его картинам — им свойственна лёгкость смены «мелодических» линий, ирония.
Дети — Виктор и Евгений.
Умер 9 июня 2017 года. Похоронен на Заельцовском кладбище Новосибирска.

## Фильмография
1. 1966 — Алюминий
2. 1969 — О диких оленях и пастухе Кармазине
3. 1978 — На тёплом месте
4. 1980 — У кого хлеб вкуснее
5. 1981 — Цыганский берег
6. 1982 — Её озеро
7. 1983 — Фартовый Солошенко
8. 1985 — Артельное дело
9. 1987 — Шофёрская баллада
10. 1987 — Таёжная быль
11. 1987 — Старая трава
12. 1987 — Искусство всех времён и народов
13. 1993 — Дни будущих будд
14. 1994 — Образ неувядаемого времени, или Не хочешь — не езди! (Приз за лучший короткометражный фильм V Открытого фестиваля неигрового кино «Россия», Екатеринбург)
15. 1995 — Полет на Марс (Карма) (I приз VI Открытого фестиваля неигрового кино «Россия», Екатеринбург)
16. 1998 — Брызги шампанского
17. 1998 — Три трейлера[4] (Приз за лучший короткометражный фильм X Открытого фестиваля неигрового кино «Россия», Екатеринбург)
18. 2004 — Рыбак и танцовщица (57 мин.)[5]

## Призы и премии
- 1988 — I-й Всесоюзный фестиваль неигрового кино в Свердловске (Второй приз в конкурсе полнометражных фильмов, фильм Старая трава)
- 1994 — V-й ОКФ неигрового кино «Россия» в Екатеринбурге (Приз в конкурсе короткометражных фильмов, фильм Образ неувядаемого времени, или «Не хочешь — не езди!»)
- 1995 — VI-й ОКФ неигрового кино «Россия» в Екатеринбурге (Первый приз, фильм Полет на Марс)
- 1998 — Премия Гильдии кинорежиссёров России (Приз им. Д. Вертова «За высокое режиссёрское мастерство»)
- 1998 — КФ антропологических фильмов в Салехарде (Первый приз, фильм Дни будущих Будд)
- 2005 — МКФ «Послание к человеку» (Специальный приз имени В. Астафьева «За верность теме в документальном кино», фильм «Рыбак и танцовщица»)